# مغامرة الديجيمون (فلم)
مغامرة الديجيمون (باليابانية: デジモンアドベンチャー، بالروماجي: Dejimon Adobenchā!) (بالإنجليزية: Digimon Adventure) هو الفيلم الأول من سلسلة الديجيمون والمعروف باللغة العربيّة بأبطال الديجيتال، عُرض قبل عرض أول حلقة من المسلسل الأصلي بيوم واحد، حيث عُرض لأول مرة في 6 مارس 1999، قام بإخراج الفيلم المُخرج الياباني المعروف مامورو هوسودا، وقامت بإنتاجه شركة توي أنيميشن.

## القصة
في إحدى ليالي عام 1995 في حيّ هيكاريغاوكا في مدينة نيريما إستيقظ تايتشي (أمجد) في ساعةٍ مُتأخرة من الليّل ويُشاهد شقيقته الصُغرى هيكاري (هند) تلعب في جهاز الكمبيوتر، بعد لحظات خرجت بيّضة غريبة من شاشة الكمبيوتر، وفي صباح اليوم التالي فقسّت البيّضة ليخرج منها مخلوق أسود يُدعى باتامون، اعتنت هيكاري به، وبعد فترة تطوّر باتامون إلى مخلوق وردي اللون يُدعى كورومون (ورد)، يتسبب كورومون في عدة مشاكل في منزل تايتشي وهيكاري ويتشاجر كثيراً مع ميكو القط الخاص للعائلة، يُحاول تايتشي أن يُخفي أمر كورومون عن والديّه وحاول أن يسرق الطعام من أجله، وبعد أيام تطوّر كورومون إلى ديناصور عملاق يُدعى أقومون (رعد)، صعدت هيكاري على ظهر أقومون ونزل بها إلى الشارع العام وقام بالتجول في أنحاء المدينة ورمي كرات لهب عشوائية في السماء وعلى المباني، وبعد لحظات ظهر طائر رقميّ يُدعى بارتمون، يتقاتل معه أقومون في البدايّة أمام ناظري تايتشي وهيكاري، ثم يتطور إلى قريمون (صنديد) ويتقاتل معه قتالاً عنيفاً دُمِر الجسر بسببه، وبعد لحظات سحب التيّار كلا الوحشيّن في السماء ليختفيا بعد ذلك، رأى هذه المعركة كُلاً من ياماتو (يامن) وتاكيرو (وسيم) وميمي (مي) وسورا (سمر) وكوشيرو (شادي) وجو (زيّن) يُشاهدون المعركة من على شُرف منازلهم، ولهذا السبب إضافةً إلى أسباب أخرى اُختيروا ليكونوا أبطال الديجيتال بعد 4 سنوات من هذه الحادثة.

## روابط خارجية
- مقالات تستعمل روابط فنية بلا صلة مع ويكي بيانات